# Halterofilismo nos Jogos Olímpicos de Verão de 2020 - Até 109 kg masculino
A categoria até 109 kg masculino do halterofilismo nos Jogos Olímpicos de Verão de 2020 foi disputada em 3 de agosto de 2021 no Fórum Internacional de Tóquio, na capital japonesa. Um total de 14 halterofilistas, cada um representando um Comitê Olímpico Nacional (CON), participaram do evento.

## Qualificação
Em cada categoria, até 14 halterofilistas poderiam se qualificar, com as vagas sendo alocadas da seguinte forma:
- Oito pelo ranking mundial da IWF;
- Cinco representantes de cada continente seguindo o ranking mundial, sendo limitado a CONs ainda sem halterofilistas qualificados;
- Vagas para o país anfitrião ou para a Comissão Tripartite.

## Calendário
Horário local (UTC+9)
| Data        | Hora  | Fase    |
| ----------- | ----- | ------- |
| 3 de agosto | 13:50 | Grupo B |
| 3 de agosto | 19:50 | Grupo A |

## Medalhistas
| Ouro   | UZB Akbar Djuraev     |
| Prata  | ARM Simon Martirosyan |
| Bronze | LAT Artūrs Plēsnieks  |

## Recordes
Antes desta competição, os seguintes recordes eram estabelecidos:
| Recorde          | Tipo      | Halterofilista    | Peso   | Local    | Data                  |
| Recorde mundial  | Arranque  | Yang Zhe          | 200 kg | Tashkent | 24 de abril de 2021   |
| Recorde mundial  | Arremesso | Ruslan Nurudinov  | 241 kg | Tashkent | 24 de abril de 2021   |
| Recorde mundial  | Total     | Simon Martirosyan | 435 kg | Asgabade | 9 de novembro de 2018 |
|                  |           |                   |        |          |                       |
| Recorde olímpico | Arranque  | Padrão olímpico   | 193 kg | —        | 1 de novembro de 2018 |
| Recorde olímpico | Arremesso | Padrão olímpico   | 231 kg | —        | 1 de novembro de 2018 |
| Recorde olímpico | Total     | Padrão olímpico   | 419 kg | —        | 1 de novembro de 2018 |

Após a competição, os seguintes recordes foram estabelecidos:
| Recorde          | Tipo      | Halterofilista        | Peso   | Local  | Data                |
| Recorde olímpico | Arranque  | ARM Simon Martirosyan | 195 kg | Tóquio | 3 de agosto de 2021 |
| Recorde olímpico | Arremesso | UZB Akbar Djuraev     | 237 kg | Tóquio | 3 de agosto de 2021 |
| Recorde olímpico | Total     | UZB Akbar Djuraev     | 430 kg | Tóquio | 3 de agosto de 2021 |

## Resultados
| Pos.              | Halterofilista      | CON                 | Grupo | Peso   | Arranque (kg) | Arranque (kg) | Arranque (kg) | Arranque (kg) | Arremesso (kg) | Arremesso (kg) | Arremesso (kg) | Arremesso (kg) | Total |
| Pos.              | Halterofilista      | CON                 | Grupo | Peso   | 1             | 2             | 3             | Result.       | 1              | 2              | 3              | Result.        | Total |
| ----------------- | ------------------- | ------------------- | ----- | ------ | ------------- | ------------- | ------------- | ------------- | -------------- | -------------- | -------------- | -------------- | ----- |
| Medalha de ouro   | Akbar Djuraev       | UZB Uzbequistão     | A     | 109.00 | 189           | 189           | 193           | 193           | 227            | 234            | 237            | 237            | 430   |
| Medalha de prata  | Simon Martirosyan   | ARM Armênia         | A     | 108.90 | 190           | 195           | 198           | 195           | 228            | 238            | 238            | 228            | 423   |
| Medalha de bronze | Artūrs Plēsnieks    | LAT Letônia         | A     | 108.85 | 175           | 180           | 183           | 180           | 220            | 225            | 230            | 230            | 410   |
| 4                 | Timur Naniev        | ROC                 | A     | 108.95 | 180           | 185           | 188           | 188           | 221            | 221            | 224            | 221            | 409   |
| 5                 | Hristo Hristov      | BUL Bulgária        | A     | 108.90 | 185           | 189           | 192           | 189           | 213            | 219            | 222            | 219            | 408   |
| 6                 | Jin Yun-seong       | KOR Coreia do Sul   | A     | 107.30 | 180           | 185           | 185           | 180           | 220            | 225            | 230            | 220            | 400   |
| 7                 | Arkadiusz Michalski | POL Polônia         | A     | 108.60 | 175           | 179           | 179           | 175           | 216            | —              | —              | 216            | 391   |
| 8                 | Wesley Kitts        | USA Estados Unidos  | A     | 108.35 | 173           | 177           | 177           | 177           | 213            | 213            | 220            | 213            | 390   |
| 9                 | Aymen Bacha         | TUN Tunísia         | B     | 108.10 | 172           | 177           | 177           | 177           | 203            | 211            | 217            | 211            | 388   |
| 10                | Öwez Öwezow         | TKM Turcomenistão   | B     | 108.80 | 165           | 171           | 176           | 171           | 200            | 210            | 211            | 200            | 371   |
| 11                | Arnas Šidiškis      | LTU Lituânia        | B     | 105.35 | 151           | 156           | 160           | 156           | 182            | 187            | 190            | 187            | 343   |
| 12                | Matthew Lydement    | AUS Austrália       | B     | 108.35 | 152           | 158           | 165           | 158           | 180            | 185            | 185            | 180            | 338   |
| 13                | Tanumafili Jungblut | ASA Samoa Americana | B     | 108.90 | 140           | 150           | 155           | 150           | 180            | 190            | 190            | 180            | 330   |
| —                 | Ali Hashemi         | IRI Irã             | A     | 108.80 | 177           | 181           | 184           | 184           | 226            | 226            | 228            | —              | —     |

Legenda
| Recorde mundial      | Recorde mundial (World record)               |                       | Recorde africano                      | Recorde africano (African) |                                           | Q | Classificado por posição (Qualified) |
| Recorde olímpico     | Recorde olímpico (Olympic record)            | Recorde da América    | Recorde da América (Americas)         | q                          | Classificado por melhor tempo (Qualified) |   |                                      |
| Melhor marca do ano  | Melhor marca do ano (World leading)          | Recorde asiático      | Recorde asiático (Asian)              | DNS                        | Não largou (Did not start)                |   |                                      |
| Recorde nacional     | Recorde nacional (National record)           | Recorde europeu       | Recorde europeu (European)            | DNF                        | Não terminou (Did not finish)             |   |                                      |
| Recorde pessoal      | Recorde pessoal do atleta (Personal best)    | Recorde da Oceania    | Recorde da Oceania (Oceania)          | DSQ / DQ                   | Desclassificado (Disqualified)            |   |                                      |
| Recorde da temporada | Recorde da temporada do atleta (Season best) | Recorde sul-americano | Recorde sul-americano (South America) | NM                         | Sem marca (No mark)                       |   |                                      |